# Bonosus
(Gallus Quintus?) Bonosus (? - 280?) was een Romeins usurpator (tegenkeizer). Hij werd geboren in Spanje, zijn vader was een Brit, zijn moeder kwam uit Gallië.

## Leven
Bonosus was een gerespecteerd militair. Omstreeks 280 voerde hij het bevel over de Romeinse vloot op de Rijn. Dat jaar wisten de Germanen de grens over te steken en de vloot in de as te leggen. Bang voor represailles van keizer Probus riep Bonosus zichzelf vervolgens uit tot keizer in Colonia Agrippina, samen met Proculus, een andere usurpator.
Ondanks zijn blunder met de vloot was Bonosus een goed soldaat en veldheer. Probus moest grote moeite doen om de opstand neer te slaan. De strijd eindigde toen Bonosus uit wanhoop zichzelf verhing. Probus spaarde de levens van zijn vrouw en kinderen.

## Overige
Er zijn enkele munten gevonden die worden toegeschreven aan Bonosus. Ze zijn van zeer grove en onkundige makelij, maar door hun zeldzaamheid veel geld waard.

## Antieke bron
- Scriptores Historiae Augustae, Firmus Saturninus Proculus et Bonosus 14-15. (enige literaire bron voor deze usurpator én zeer onbetrouwbaar)